# Julus conformis
Julus conformis är en mångfotingart som beskrevs av Koch. Julus conformis ingår i släktet Julus och familjen kejsardubbelfotingar. Inga underarter finns listade i Catalogue of Life.